# L'Enlèvement des Sabines (Giambologna)
Pour les articles homonymes, voir Enlèvement des Sabines (homonymie).
L'Enlèvement des Sabines (1579–1583) est une sculpture de Giambologna exposée dans la Loggia des Lanzi à Florence en Italie.

## Histoire
N'ayant pour but originel que de démontrer la capacité de l'artiste à composer un groupe sculptural complexe, le thème de l'œuvre fut trouvé après que François Ier de Médicis, grand-duc de Toscane, a décrété qu'elle serait présentée au public dans la Loggia des Lanzi de la place Piazza della Signoria, à Florence.

## Description
La statue représente trois figures (un homme soulevant une femme au-dessus d’un deuxième homme accroupi) et fut sculptée à partir d'un unique bloc de marbre.
Le site proposé pour la sculpture, en face de la statue Persée tenant la tête de Méduse de  Benvenuto Cellini, fit penser à certains que le thème était relié à cette œuvre, comme le rapt d'Andromède par Phinée.
Les enlèvements de Proserpine et d'Hélène de Troie furent estimés également comme des thèmes possibles.
Finalement, il fut décidé que la sculpture faisait en fait référence à l'une des Sabines vierges enlevées par les Romains lors de l'histoire antique du Latium.
L'œuvre est signée OPVS IOANNIS BOLONII FLANDRI MDLXXXII (Œuvre de Jean de Bologne des Flandres, 1582).
On en trouve une version préparatoire en bronze mettant en scène seulement deux personnages au musée de Capodimonte de Naples.
Giambologna révisa ensuite son schéma avec un troisième personnage : deux modèles de cire de cette œuvre sont actuellement au Victoria and Albert Museum à Londres.
Enfin, l'épreuve en plâtre de dimensions réelles pour la sculpture finale, exécutée en 1582, est présentée à la Académie du dessin de Florence.
Cette œuvre est une prouesse technique : l'artiste fait tenir sur une seule base trois personnages dont les corps sont organisés sous une ligne serpentine. On y retrouve toute une série de spirales et de mouvements giratoires. Il n'y a aucune tension même chez la Sabine enlevée par les Romains et aucun élément ne sort de l'espace de la base.
Ce groupe est une œuvre du mouvement artistique maniériste.
Des réductions de bronze de la sculpture, produites dans le studio personnel de Giambologna ou par des copistes, faisaient presque toujours partie des collections des connaisseurs du XIXe siècle.

## Postérité
En 2021, une réplique éphémère de l'œuvre par Urs Fischer, intitulée Untitled (2011), est exposée dans la Bourse de commerce de Paris - Pinault collection, qui sous l'effet d'une flamme se consume lentement.